# Thestor rossouwi
Rossouw's Skolly (Thestor rossouwi) là một loài bướm ngày thuộc họ Bướm xanh. Đây là loài đặc hữu của Nam Phi., nơi nó được tìm thấy ở coastal fynbos from between Riversdale và Stilbaai, phía tây đến Hermanus, Cape Agulhas và Bredasdorp in the West Cape.
Sải cánh dài 27–32 mm đối với con đực và 30–36 mm đối với con cái. Con trưởng thành bay từ tháng 9 đến tháng 4. There might be more than one generation per year.